# Dis Is da Drum
Dis Is da Drum je studijski album ameriškega jazz klaviaturista Herbieja Hancocka in njegov prvi solo album, odkar je zapustil založbo Columbia Records.
Skladbi »Bo Ba Be Da« in »Dis Is da Drum« odražata Hancockov premik proti acid jazzu, album pa vsebuje tudi skladbo »Butterfly«, s čimer je četrti Hancockov album s to skladbo, ki je prvotno izšla na albumu Thrust, kasneje pa še na albumih Flood in Directstep.

## Sprejem
Jim Newsom je v recenziji za spletni portal AllMusic zapisal: “V 70. letih je Herbie Hancock v seriji albumov, začenši s Head Hunters, ustvaril uspešno zmes jazz improvizacije in sodobnih funk ritmov. Na albumu Dis Is da Drum se je Hancock ponovno potopil v sodobne ritme, v tem primeru v hip-hop sredine 90. let. Čeprav ta zmes ni bila tako komercialno uspešna, kot že omenjeni albumi 20 let prej, je nastala glasba še vedno vredna pregleda.”

## Seznam skladb
| Št. | Naslov                        | Pisec                                       | Dolžina |
| --- | ----------------------------- | ------------------------------------------- | ------- |
| 1.  | „Call It '95‟                 | Griffin, Hancock, Robertson, Smith, Summers | 4:39    |
| 2.  | „Dis Is da Drum‟              | Griffin, Hancock, Lasar, Robertson, Summers | 4:49    |
| 3.  | „Shooz‟                       | Griffin, Moreira, Summers                   | 1:17    |
| 4.  | „Melody (On the Deuce by 44)‟ | Factor, Griffin, Robertson, Smith           | 4:05    |
| 5.  | „Mojuba‟                      | Griffin, Hancock, Lasar, Robertson, Summers | 4:59    |
| 6.  | „Butterfly‟                   | Hancock, Maupin                             | 6:08    |
| 7.  | „Ju Ju‟                       | Galarraga, Griffin, Lasar, Summers          | 5:03    |
| 8.  | „Hump‟                        | Maupin, Roney, Shanklin                     | 4:43    |
| 9.  | „Come and See Me‟             | Hancock, Smith, Watson                      | 4:32    |
| 10. | „Rubber Soul‟                 | Griffin, Hancock, Robertson, Smith, Summers | 6:40    |
| 11. | „Bo Ba Be Da‟                 | Hancock, Watson                             | 8:04    |

## Osebje

### Glasbeniki
- Herbie Hancock – klavir (1, 4-6, 8-11), minimoog in sintetizator (2, 5, 7, 8, 10, 11), clavinet (2, 5, 10, 11), bas sintetizator (2, 11), spremljevalni vokal (4)
- Bill Summers – tolkala (1-3, 5, 6, 8-11), bata (7)
- Will "Roc" Griffin – loopi, sekvence (1-4, 6, 8-11), vzorci (1-4, 6, 8, 10, 11), programiranje (5, 7, 10, 11), rap (4)
- Darrell Smith – klaviature (1, 2, 8), sekvence (2, 8, 9, 10), električni klavir (3, 4, 11), clavinet (3, 7), Minimoog (3), spremljevalni vokal (4), programiranje (5-10), sintetizator (5, 9)
- Darrell "Bob Dog" Robertson – kitara (1, 2, 4, 5, 7, 8, 10, 11), spremljevalni vokal (4)

Dodatni glasbeniki
- Wah Wah Watson – kitara (1, 2, 8-11), vokal in sekvence (9)
- Mars Lasar – klaviature in oblikovanje zvoka (1, 4, 6, 10, 11)
- Wallace Roney – trobenta (1, 8, 10, 11)
- Bennie Maupin – tenorski saksofon (1, 8, 10, 11)
- Hubert Laws – flavta (6)
- Lazaro Galarraga – vokal (2, 7), bata in vokalni aranžma (7)
- Chill Factor – rap (4)
- The Real Richie Rich – DJ in scratch (4)
- Francis Awe – vokal (5)
- Marina Bambino, Felicidad Ector, Lynn Lindsey, Yvette Summers, Louis Verdeaux – spremljevalni vokal (2, 11)
- Huey Jackson – spremljevalni vokal (2, 7, 11)
- Nengue Hernandez – spremljevalni vokal (7)
- Frank Thibeaux – bas kitara (1)
- Armand Sabal Lecco – bas kitara (8, 10)
- Jay Shanklin – sekvence (8)
- Ken Strong – bobni (1, 2, 6-11)
- William Kennedy – bobni (1, 7, 11)
- Guy Eckstine – bobni (5)
- Niayi Asiedu – tolkala (1)
- Airto Moreira – tolkala (3)
- Munyungo Jackson in Skip Burney – djembe (5)
- Nengue Hernandez – bata (7)
- Brady Speller – tolkala (11)
- Doug Scott – dodatno urejanje (2)

Aranžmaji ritma
- "The Melody" – Darrell Smith, Will "Roc" Griffin
- "Butterfly" – Bill Summers, Herbie Hancock, Mars Lasar
- "Hump" – Bill Summers, Darrell "Bob Dog" Robertson, Darrell Smith, Jay Shanklin
- "Rubber Soul" – Bill Summers, Herbie Hancock, Wah Wah Watson, Will "Roc" Griffin
- "Bo Ba Be Da" – Darrell Smith, Herbie Hancock

### Produkcija
- Produkcija, snemanje, miks: Bill Summers, Herbie Hancock, Darrell Robertson, Darrell Smith, Will Griffin
- Koproducent (6), inženir (1, 6, 10, 11): Mars Lasar
- Inženir: Darrell "Bob Dog" Robertson, Darrell Smith
- Dodatni posnetki: Michael Schlessinger, Darrell Roamer (asistent)
- Mastering: Brian Gardner
- Izvršni producent: Guy Eckstine